# Welicoruss
Welicoruss je ruská symfonická black metalová kapela z Novosibirsku.

## Koncepce
Název skupiny „Welicoruss“ má historický význam, odvozený z názvu starého severovýchodního Ruska. Název je také odkazem na ruského revolucionáře Černyševského. Zatímco zvuk a obraznost kapely s jejich tmou a intenzitou bezpochyby patří k black metalu, hudba Welicoruss také obsahuje tradiční lidové melodie a symfonické prvky. Texty, koncepce a ideologie jsou inspirovány starým Ruskem, východní filozofií a transcendentním vnímáním světa.
Welicoruss zní temně, mysticky a intenzivně, tím se snaží ukázat jakým impozantním způsobem je možné spojit současný metal s jeho vzdálenou mytologickou minulostí. Jejich hudba vás přenese do atmosféry staré Rusi, která vyjadřuje přirozené pocity a stejně tak i osobní vnímání starověké filosofie, kterou můžeme pocítit v jejich textech. Welicoruss, odráží ve svých skladbách a kompozicích svůj velký obdiv k matce přírodě, a pokouší se hledat ukrytou tajnou moc, která vládne vesmíru.

## Historie
Počátky Welicoruss se datují daleko do roku 2002, kdy se zakladatel a (trvalý) leader, Alexey Boganov, rozhodl založit hudební projekt, který experimentuje s různými hudebními styly, aby jeho kreativita mohla být lépe představena ostatním. Vzhledem k tomu, že byl Alexey velkým fanouškem stylů, jako jsou symphonic metal, gothic metal, death metal a black metal, všechny tyto vlivy můžete slyšet na albu “Winter Moon Symphony”. Zmíněné album bylo vydáno v roce 2004 coby limitovaná edice na CD a čítalo 9 songů, které se naprosto lišily od počinu, který byl vydán pod stejným jménem v roce 2008. Hudba, která se objevila na prvním demu byla tak jiná a unikátní na Sibiřské undergroundové scéně, že se šířila velmi rychle napříč celou scénou. Později byly v letech 2006 a 2007 vydány další dvě verze, které nesly taktéž naprosto jiný materiál ( až na stejnojmenné písně, které se skládaly ze tří částí).
V roce 2005 se Alexey rozhodl vytvořit plnohodnotnou kapelu pro koncertování a šíření hudby Welicoruss. První koncert v nově vytvořené sestavě se udál 1. 4. 2006 na umělecké soutěži Rock artist competition a kapela získala druhé místo. V tom samém čase Alexey potkává Anastasii Krieger, která se stává jeho múzou a spolupracovnicí – mnoho budoucích písní nese texty, které napsala právě Anastasia a taktéž grafické návrhy pro obaly a booklety alb “Az Esm” a “Siberian Heaten Horde” vzešly z jejího pera. Anastasia také sehrála velkou roli při vytváření image kapely, kapelních kostýmů a make-upu Welicoruss.
Novosibirsk je bohužel místem, kde se obtížně hledají správní lidé, kteří by plně pochopili podstatu symfonického black metalu a tak se line-up kapely často mění, nicméně v roce 2007 se line-up ustálil následovně:
Alexey Boganov - sólová kytara / zpěv, Ilya Chursin - bicí, Alexander Golovin - bassová kytara , Max Fomin - doprovodná kytara, Pavel Filyukhin - klávesy / doprovodné vokály
V tomto složení byla kapela v letech 2008 až 2010 velmi koncertně aktivní a hrála i za hranicemi rodného města napříč celou Sibiří, například na místních festivalech a rychle zakořenila v Sibiřské undergroundové scéně.
Ve stejné době natáčí Alexey první videoklip k instrumentální písni “Blizzard”. Natáčení proběhlo pod vedením Alexandera Tretyakova, později známého fotografa a umělce, který vytvořil celý koncept pro videoklip. Paralelně s natáčením prvního videoklipu pracují všichni členové ve studiu Megaton (Novosibirsk) na nahrávání debutového alba pod vedením dobře známého Antona Ilyashenka (Ninth Val) a následně bylo mixováno bubeníkem Ilyou Chursinem. Hudba na debutovém albu byla napsána kompletně Alexeyem. Téměř všechny písně mají komplexní kompozici a mají orchestrální prvky.
Alexeye zajímala spíše instrumentální část hudby než vokály a proto upřednostňoval unikátní a mystickou atmosféru sněhem pokrytých Sibiřských lesů a plání.
Na podzim roku 2008 Welicoruss vydává debutové album “Winter Moon Symphony” přes label CD-MAXIMUM a spolu s vydáním alba se kapela stává známější v širších kruzích. První a debutové album získalo vysoká hodnocení ze strany tisku a opravdový zájem ze strany fanoušků a to i díky tomu, že v tuto dobu není mnoho podobných kapel na ruské scéně.
Později kapela dostává prostor pro první vystoupení v zahraničí a prvním takovým vystoupením se stal festival Metalheads Mission (Crimea, Ukrajina) v roce 2008.
Pro kapelu to znamenalo velký průlom díky účasti velikánů, jako byli Moonspell, Cynic, Gorgoroth, Hate a mnoha dalších kapel, kdy Welicoruss měli možnost prokázat, že udrží krok i s těmito velikány.
Po návratu z tour se Alexey odhodlal k odvážnému kroku a zorganizoval velké tour, které neslo název “Winter Moon Symphony tour” a čítalo 16 měst na Sibiři, Uralu, v oblasti Volhy a centrálního Ruska s celkovou délkou trasy 11 000 km. Bez zbytečné skromnosti můžeme říct, že Welicoruss byla první kapela z ranku symfonického black metalu ze Sibiře, která prorazila, uspěla a výrazně posílila svou fanouškovskou základnu. Během tour, na jaře 2009, vydává Label CD-MAXIMUM druhé album (lépe řečeno EP) “Apeiron”, které se skládá z různých verzí již existujících písní (vylepšená verze songu “Slava Rusi” spolu s “klasickou” verzí, kterou má na svědomí smyčcový kvartet Silenzium a elektronický remix skladby “Slavonic power”) a obsahuje také titulní skladbu “Apeiron” a experimentálně progresivní skladbu “To the far worlds”. Toto mini-album sklidilo smíšené reakce od mnoha kritiků, nicméně fanoušci album přijali s otevřenou náručí. Náznaky tohoto stylu můžete slyšet i na pozdějším albu “Az Esm”.
V roce 2010 dochází k rozepři v dalším směřování kapely mezi členy Welicoruss a v důsledku této rozepře Welicoruss ukončují veškerou koncertní činnost, nicméně i tak Alexey nepřestává tvrdě pracovat na novém materiálu. Na konci roku došlo k personálním změnám - Alexandr Golovin odchází z postu baskytaristy a jeho místo zaujímá Alexey Boldin a Boris Voskolovich zaujímá post klávesisty. Výsledkem intenzivní práce s novými spoluhráči je mini-album “Kharnha”, které je vydáno v létě 2011 a to v digitální formě. Mini-album obsahuje tři úplně nové písně a intro, které bylo natočeno za pomoci australského nástroje didgeridoo a dalších nezvyklých nástrojů.
Krátce poté Alexey potkává členy Dark Theater Vizorium, kteří významně ovlivnili tvorbu Welicoruss - Alexeye Semka, Evgenye Nakryshska a Alexandera Tsurupa. Tito lidé se aktivně podíleli na tvorbě dalších několika videí pro Welicoruss a pomohli kapele k lepšímu sebevyjádření se. V zimě 2011, po několika měsících spolupráce Alexeye a Dark Theater Vizorium, bylo vydáno nové video pro titulní song “Kharnha”, které, spolu s předchozím mini-albem, vystřelilo kapelu strmě vzhůru. Na Sibiři nikdo v danou dobu netočily videoklipy na dané téma, ale fanoušci vše přijali vřele a dožadovali se nového dlouhohrajícího alba.Mezitím Alexey vystupuje v řadě regionálních televizních kanálů a zájem o kapelu roste.
Během roku 2012 Welicoruss aktivně koncertují napříč Sibiří a objevují se jako jedni z headlinerů na Metal Hail Fest v Irkutsku a v prosinci 2012 představují jejich další single “Sons of the north" i s videoklipem a opět překvapují vysokou kvalitou produkce a vývojem kapely. Nový videoklip byl natočen v Sheregeshských horách s převýšením 2000 metrů nad mořem a ukázal kapelu v úplně novém světle. Videoklip pro “Sons of the north” je naplněn mnoha scénami s folklórním nádechem a videoklip skončil na seznamu nejzajímavějších klipů nejen na Sibiři, ale i napříč Ruskem.
Na jaře roku 2013 Alexey, po pečlivé úvaze, činí odvážný krok a stěhuje se spolu s Anastasiou do Prahy (Česko), aby mohli začít znovu, od začátku. Alexeyovi spoluhráči bohužel zůstávají v Novosibirsku a tak musí Alexey najít nové spoluhráče v České republice. Po nějaké chvíli, strávené adaptací na nové prostředí, potkává Alexey srbského multiinstrumentalistu Gojka Mariće, který se stává kytaristou kapely Welicoruss, baskytaristu Dmitrye Zhikhareviche a bubeníka Davida Urbana. S tímto line-upem začíná kapela působit na české půdě a soustavně navštěvuje sousední Německo a Rakousko a rozšiřuje zájem o kapelu i v dalších evropských zemích.
Na začátku roku 2015 Welicoruss vydávají nezávisle na labelu třetí dlouhohrající album “Az Esm”, které čítá 12 písní z nichž 4 byly přepracovány a pochází z předchozího mini-alba “Kharnha”. Navzdory faktu, že texty byly psány a prezentovány v ruském jazyce, poprvé v historii kapely přichází i anglický překlad, který začal být prezentován v bookletu a který byl pečlivě vytvořen blízkým přítelem a dlouhodobým podporovatelem kapely, Justynem “JC” Robertsem, který pomáhal Welicoruss k oslovení širšího spektra obecenstva. Album bylo oceňováno mnoha kritiky pro jeho kompozici, komplexnost aranží, originální sound a získalo mnohá ocenění. Na konci téhož roku přichází videoklip pro titulní song “Az Esm” a ukazuje něco naprosto odlišeného od všeho, co kapela doposud udělala. Video bylo natočeno v mystické, surrealistické komoře, která vyobrazuje různorodé abstraktní výjevy, které jsou popsány v textech. Na natáčení se podílelo více než 30 lidí a zabralo tři noci v obrovském divadlu v Novosibirsku. Materiál pro video byl natočen již v roce 2013, nicméně celá post-produkce proběhla až v roce 2015, poté co se Alexey přestěhoval do Prahy.
V půlce listopadu roku 2015 dochází ke změně na postu bubeníka, kdy do kapely nastupuje Ilya Tabachnik.
Rok 2016 byl celý zcela vyplněn koncerty v České republice, v Německu, V Rakousku, na Slovensku a dokonce i ve Francii. Welicoruss vystoupili i na řadě velkých festivalů, jako například Ragnarök festival v Německu, Rock of Sadská Fest (Česko), Czech Death Festival (Česko), Gothoom festival (Slovensko), Heathen Rock Festival (Německo) a Exit Festival (Srbsko).
Následující rok 2017 byl rokem ještě většího průlomu díky pozvání na jeden z největších metalových festivalů v Evropě - na Hellfestu ve Francii, Během vystoupení na Hellfestu hráli Welicoruss pro více než 12 000 fanoušků a posbírali mnoho skvělých reakcí jak během samotného festivalu, tak i dlouho po skončení Hellfestu.
S postupem roku odchází baskytarista Dmitry, díky změnám v životních prioritách, a jeho místo zaujímá Ondřej Zadny. V tom samém roce vyráží Welicoruss na jejich nejdelší tour po Evropě s melodic blackmetalovou kapelou Wolves Den a během tour navštíví 20 měst v Německu, Francii, Belgii, Nizozemí, Švýcarsku, Rakousku a později s rakouskými Harakiri for the sky vyjíždí na týdenní tour po České republice, Slovensku a Maďarsku.
Následující rok (2018) Welicoruss koncertují mnohem agresivněji a hrají i několik koncertů týdně. V tuto dobu začíná být kapela silnější než kdy dříve na evropské scéně a objevují se na lokálních festivalech, jako je například Horner Fest (Německo), Hammerfest (Itálie), Schlichtenfest (Německo), Metal United Festival (Německo) a Wolfszeit (Německo). Mezi koncerty pracují členové kapely na nových písních a na jaře 2018 novou tvorbu představují live v České republice čímž kompletně překvapují své fanoušky mnohem drsnějším soundem a především anglickými texty. V tuto dobu podstupuje kapela výpravu na Balkán a hraje v Srbsku, Rumunsku a v Maďarsku.
Ve druhé polovině roku jede Welicoruss desetidenní tour s polskými vikingy Valkenrag a později téhož roku hraje kapela mini-tour na Kypru ( Necosia a Larnaca), které mělo velký úspěch. Ondřej v tuto dobu odchází z kapely a je nahrazen Tomášem Manguskem na postu basové kytary a Tomáš je s kapelou dodnes.
Koncem roku 2018 se intenzivní práce na albu chýlí ke konci a tvrdou práci odvádí nejen Alexey, ale i noví členové - Gojko Marić (kytary a orchestrální části), a Ilya Tabachnik, který pracoval na všech bicích partech pro nové album a aktivně se účastnil v kreativním procesu, kdy vytvořil velmi progresivní bicí, ale zároveň přímé a úderné. Skoro všechny texty napsal Alexey a dal jim silný filozofický koncept. Všichni zúčastnění se shodli na tom, že album je agresivní, výzva z hráčské perspektivy a je to taktéž album, na které jsou všichni hrdí.
Na začátku roku 2019 přichází Welicoruss do pražského studia Faust, aby během ledna nahrála další dlouhohrající album. Pro kapelu to byla naprosto nová zkušenost, která pomohlo Welicoruss najít jejich sound po velkých úvahách.
Najít zvuk pomohl Alexey Stetsyuk, který se postaral o mixing a mastering v jeho studiu Drygva v Bělorusku. Na tomto albu poprvé nezpívá pouze Alexey (na albu můžete slyšet spoustu stylů), ale také Ilya Tabachnik, který se postaral o téměř všechny čisté vokály pro nové album. Jedinou výjimkou je hostování vokalisty Roberta Carsona ze švýcarské kapely Xaon.
Následně odchází kytarista Gojko Marić z osobních důvodů a je nahrazen Tomášem Sršněm, který přichází jako hostující kytarista.
Koncem roku, 30.11.2019 kapela podepisuje smlouvu s německým labelem El Puerto Records, jež vydá zatím poslední řadové album "Siberian Heathen Horde”, které bude obsahovat 9 nových songů. Datum vydání tohoto očekávaného alba bylo stanoveno na 27.3.2020.
14.1.2023 přichází do kapely kytarista Filip Rabenseifner, který vystřídal hostujícího kytaristu Tomáše Sršně. Filip se stal záhy plnohodnotným členem kapely.
V průběhu roku 2023 dokončila práce nového připravovaného alba Dedmans manifest a v druhé polovině roku začala nahrávat toto nové album v The Barn studiu. Nové album by mělo vyjít v průběhu roku 2024.
V červnu 2024 oznamuje odchod z kapely baskytarista Tomáš Magnusek a kapela začíná hledat jeho nástupce. Poslední rozloučení s Tomášem proběhlo 20. července na festivalu Husmanfest v Tachově. 
V polovině září 2024 končí v kapele kytarista Filip Rabenseifner a kapela je tak nucena si dát koncertní pauzu.

## Diskografie

### Dema
2002: "WinterMoon Symphony" Self-produced 

2004: "WinterMoon Symphony" Second version, self-produced 

### Studiová Alba
2008: "WinterMoon Symphony" LP, CD-Maximum (Label)
2009: "Apeiron" LP, CD-Maximum (Label) 
2011: "Kharnha" EP, self-produced, free download 
2012: "Apeiron/Kharnha" LP, previously released material, Domestic Genocide Records (Label) 
2015: "Az Esm'", nezávisle
2020: "Siberian Heathen Horde" ( El-puerto Records)

### Kompilace
2002: "Siberian xXx-treme 2" (WinterMoon Symphony, Pt. 2)
2006: "Agarta. Young rock of Siberia" — (Mermaid)
2007: "Siberian Death Metal" — (Apeiron) 2011: "Kharnha" EP, self-produced, free download
2012: "Apeiron/Kharnha" LP, previously released material, Domestic Genocide Records
2012: "Untitled Album" LP, Domestic Genocide Records
2016: "Best of Welicoruss [Symphonic Black Metal From The Coldest Depth of Siberia]"

## Videa
2007: "Slavonic Power" (WCG) 
2008: "Blizzard" (WCG) 
2009: "Slava Rusi" (WCG) 
2011: "Kharnha" (Imperium Studio) 
2012: "Sons of the North" (EYE Cinema)
2015: "Az Esm" (TBA)2015: "Az Esm" (TBA)
2020: "Spellcaster" (El-Puerto Records)
2020: "Siberian Heathen Horde" (El-Puerto Records)
2021: "Welicoruss "15 years of madness" documentary

## Sestava

### Současní členové
Alexej Boganov – koncepce, zpěv 
Ilya Tabachnik - bicí

### Dřívější členové
Filip Rabenseifner - kytara 
Tomáš Magnusek - baskytara 
Gojko Marič – kytara 
Ondřej Žádný - baskytara 
Dmitrij Žicharevič – baskytara 
David "Artiller" Urban - bicí 
Ilia "ELIAS" Chursin – bicí, perkuse 
Boris "SENS" Voskolovich – aranžování, klavír, zpěv 
Max "SOWER" Fomin – kytara 
Alexey "ALEX" Boldin – baskytara 
Alexandr "DIZHARMONY" Golovin – baskytara 
Pavel "PAULARIC" Filyuhin – klavír, zpěv 
Anton "DARKLIGHT" Lorentz – kytara